# Eugenio Lazzarini
Eugenio Lazzarini (Urbino, 26 de marzo de 1945) es un expiloto de motociclismo italiano que compitió en el Campeonato del Mundo de Velocidad.
Lazzarini comenzó su carrera en los Grandes Premios en la temporada de 1969 en la categoría de 250 cc con una Benelli. Ganó su primer Gran Premio en 1973 en Holanda con una Maico. Ganó el Campeonato del Mundo de 125 cc conduciendo una MBA. Continuó con dos campeonatos del mundo más en la categoría de 50cc en 1979 y 1980 pilotando una Kreidler. Participó en el campeonato del mundo durante 15 temporadas. Fue además cuatro veces campeón de Italia, dos en 50cc (1976 y 1978) y dos en 125cc (1973 y 1977).
En 2003 el presidente italiano Ciampi le concedió el título de Commendatore dell'Ordine al Merito della Repubblica Italiana a él y a otros campeones del mundo italianos como Giacomo Agostini, Pier Paolo Bianchi, Bruno Ruffo y Carlo Ubbiali.

## Resultados en el Campeonato del Mundo
Sistema de puntuación desde 1969 hasta 1987:
| Posición | 1.º | 2.º | 3.º | 4.º | 5.º | 6.º | 7.º | 8.º | 9.º | 10.º |
| Puntos   | 15  | 12  | 10  | 8   | 6   | 5   | 4   | 3   | 2   | 1    |

### Carreras por año
(Carreras en negrita indica pole position, carreras en cursiva indica vuelta rápida)
| Año  | Clase | Equipo     | 1       | 2       | 3       | 4       | 5       | 6       | 7       | 8       | 9       | 10      | 11      | 12      | 13      | 14    | Pts. | Pos. |
| ---- | ----- | ---------- | ------- | ------- | ------- | ------- | ------- | ------- | ------- | ------- | ------- | ------- | ------- | ------- | ------- | ----- | ---- | ---- |
| 1968 | 125cc | Bultaco    | GER -   | ESP -   | IOM -   | NED -   |         | DDR -   | CZE -   | FIN -   | ULS -   | NAT 17  |         |         |         |       | 0    | -    |
| 1969 | 50cc  | Derbi      | ESP -   | GER -   | FRA -   |         | NED 10  | BEL -   | DDR 6   | CZE -   |         | ULS -   | NAT -   | YUG -   |         |       | 6    | 21.º |
| 1969 | 250cc | Benelli    | ESP -   | GER -   | FRA 7   | IOM -   | NED -   | BEL -   | DDR -   | CZE -   | FIN -   | ULS -   | NAT -   | YUG -   |         |       | 4    | 33.º |
| 1970 | 50cc  | Morbidelli | GER 5   | FRA 8   | YUG -   |         | NED -   | BEL -   | DDR -   | CZE -   |         | ULS -   | NAT 11  | ESP -   |         |       | 9    | 12.º |
| 1970 | 125cc | Morbidelli | GER -   | FRA 6   | YUG -   | IOM -   | NED -   | BEL -   | DDR -   | CZE -   | FIN -   |         | NAT -   | ESP -   |         |       | 5    | 31.º |
| 1971 | 125cc | Maico      | AUT -   | GER -   | IOM -   | NED -   | BEL 9   | DDR -   | CZE -   | SWE -   | FIN -   | NAT 10  | ESP -   |         |         |       | 3    | 32.º |
| 1972 | 125cc | Maico      | GER -   | FRA -   | AUT 6   | NAT 5   | IOM -   | YUG 4   | NED -   | BEL 8   | DDR -   | CZE -   | SWE -   | FIN -   | ESP -   |       | 22   | 11.º |
| 1973 | 125cc | Piovaticci | FRA 4   |         |         | NAT 3   | IOM -   | YUG 4   |         |         |         |         |         | ESP 4   |         |       | 59   | 5.º  |
| 1973 | 125cc | Maico      |         | AUT 5   | GER Ret |         |         |         | NED 1   | BEL Ret | CZE 7   | SWE 8   | FIN Ret |         |         |       | 59   | 5.º  |
| 1974 | 125cc | Piovaticci | FRA 11  | GER -   | AUT -   | NAT 7   | NED Ret | BEL 6   | SWE -   | CZE -   | YUG -   | ESP -   |         |         |         |       | 9    | 20.º |
| 1975 | 50cc  | Piovaticci |         | ESP 4   |         | GER 2   | NAT 2   | NED 3   | BEL 3   | SWE 1   | FIN 2   |         | YUG -   |         |         |       | 61   | 2.º  |
| 1975 | 125cc | Piovaticci | FRA 4   | ESP 8   | AUT Ret | GER 10  | NAT 8   | NED Ret | BEL 5   | SWE 3   |         | CZE 3   | YUG 3   |         |         |       | 47   | 5.º  |
| 1976 | 50cc  | Morbidelli | FRA 8   |         | NAT 2   | YUG Ret | NED 4   | BEL 4   | SWE 3   | FIN 3   | GER -   | ESP 3   |         |         |         |       | 53   | 4.º  |
| 1976 | 125cc | Morbidelli |         | AUT Ret | NAT 5   | YUG 8   | NED 8   | BEL 3   | SWE 2   | FIN 10  | GER -   | ESP 8   |         |         |         |       | 26   | 7.º  |
| 1977 | 50cc  | Kreidler   |         |         | GER 2   | NAT 1   | ESP 2   |         | YUG Ret | NED 4   | BEL 1   | SWE 3   |         |         |         |       | 72   | 2.º  |
| 1977 | 125cc | Morbidelli | VEN -   | AUT 1   | GER 2   | NAT 2   | ESP 2   | FRA 2   | YUG Ret | NED Ret | BEL 4   | SWE 3   | FIN 2   | GBR 2   |         |       | 105  | 2.º  |
| 1978 | 50cc  | Kreidler   |         | ESP 1   |         |         | NAT 21  | NED 1   | BEL 2   |         |         |         | GER 3   | CZE Ret | YUG 2   |       | 64   | 2.º  |
| 1978 | 125cc | MBA        | VEN 2   | ESP 1   | AUT 1   | FRA 2   | NAT 1   | NED 1   | BEL 6   | SWE Ret | FIN 2   | GBR 3   | GER 8   |         | YUG Ret |       | 114  | 1.º  |
| 1979 | 50cc  | Kreidler   |         |         | GER Ret | NAT 1   | ESP 1   | YUG 1   | NED 1   | BEL DNS |         |         |         |         | FRA 1   |       | 75   | 1.º  |
| 1979 | 125cc | MBA        | VEN DNS | AUT 5   | GER 6   | NAT 6   | ESP Ret | YUG Ret | NED Ret | BEL DNS | SWE 5   | FIN Ret | GBR -   | CZE -   | FRA Ret |       | 22   | 15.º |
| 1980 | 50cc  | Iprem      | NAT 1   | ESP 1   |         | YUG 3   | NED 3   | BEL 2   |         |         |         | GER 2   |         |         |         |       | 74   | 1.º  |
| 1980 | 125cc | MBA        | NAT Ret | ESP -   | FRA 9   | YUG Ret | NED -   | BEL 12  | FIN -   | GBR 5   | CZE -   | GER Ret |         |         |         |       | 8    | 17.º |
| 1981 | 125cc | Iprem      | ARG -   | AUT 4   | GER Ret | NAT Ret | FRA Ret | ESP 12  | YUG Ret | NED DNQ | RSM Ret | GBR Ret | FIN -   | SWE -   | CZE -   |       | 8    | 18.º |
| 1982 | 50cc  | Garelli    |         |         |         | ESP 2   | NAT 2   | NED -   |         | YUG 1   |         |         |         |         | RSM 1   | GER 1 | 69   | 2.º  |
| 1982 | 125cc | Garelli    | ARG 8   | AUT Ret | FRA -   | ESP 2   | NAT Ret | NED 2   | BEL 2   | YUG 1   | GBR 4   | SWE 2   | FIN 5   | CZE 1   |         |       | 95   | 2.º  |
| 1983 | 50cc  | Garelli    | FRA 2   | NAT 1   | GER 2   | ESP 1   |         | YUG DNQ | NED 1   |         |         |         | RSM DNS |         |         |       | 69   | 2.º  |
| 1983 | 125cc | Garelli    | FRA Ret | NAT 2   | GER 2   | ESP 2   | AUT 2   | YUG -   | NED 7   | BEL 1   | GBR -   | SWE -   | RSM -   |         |         |       | 67   | 3.º  |
| 1984 | 125cc | Garelli    | NAT 3   | ESP 2   | GER 3   | FRA 2   | NED 2   | GBR Ret | SWE 3   | RSM 2   |         |         |         |         |         |       | 78   | 2.º  |

| Precedido por           | Campeón Mundial de 125cc | Sucedido por     |
| ----------------------- | ------------------------ | ---------------- |
| Pier Paolo Bianchi 1977 | 1978                     | Ángel Nieto 1979 |

| Precedido por      | Campeón Mundial de 50cc | Sucedido por       |
| ------------------ | ----------------------- | ------------------ |
| Ricardo Tormo 1978 | 1979-1980               | Ricardo Tormo 1981 |

- Datos: Q765492
- Multimedia: Eugenio Lazzarini / Q765492